# Adrienne La Russa
Adrienne La Russa, (Cold Spring (Nueva York) , 15 de mayo de 1948), es una actriz mayormente conocida por su papel de Brooke Hamilton en Days of Our Lives, donde actuó desde 1975 hasta 1977. Además, es conocida como una de las esposas de Steven Seagal. El matrimonio terminó en una anulación.